# Thersamonia xanthe
Thersamonia xanthe är en fjärilsart som beskrevs av Jacob Hübner 1798/803. Thersamonia xanthe ingår i släktet Thersamonia och familjen juvelvingar. Inga underarter finns listade i Catalogue of Life.